# Henry Grey (1. książę Kentu)
Henry Grey, 1. książę Kentu KG (ur. 28 września 1671, zm. 5 czerwca 1740) – dworzanin brytyjski, jeden z lordów mianowanych podczas nieobecności króla Jerzego I. Syn Anthony'ego i Mary Grey.

## Pierwsze małżeństwo
Jego pierwszą żoną była Jemima Crew, z którą miał co najmniej sześcioro dzieci:
- Anthony Grey (zm. 1723 r.)
- Henry Grey (ok. 1696–1717)
- Amabel Grey (zm. 2 marca 1726 r.)
- Jemima Grey (ok. 1699 – 7 lipca 1731)
- Anne Grey (zm. 20 września 1733)
- Mary Grey

## Drugie małżeństwo
Jego drugą żoną była Sophia Bentinck. Mieli dzieci:
- George Grey (ok. 1732–1733)
- Sophia Anne Grey (zm. 24 marca 1780)